# Episodi di X-Files (settima stagione)
La settima stagione della serie televisiva X-Files è andata in onda negli Stati Uniti su FOX dal 7 novembre 1999 al 21 maggio 2000.
In Italia è stata trasmessa su Italia 1 dal 9 aprile al 16 luglio 2000. Nella prima trasmissione italiana, tra il secondo e il terzo episodio, è stato inserito il diciottesimo episodio della sesta stagione, Milagro.
| nº | Titolo originale                   | Titolo italiano          | Prima TV USA     | Prima TV Italia |
| -- | ---------------------------------- | ------------------------ | ---------------- | --------------- |
| 1  | The Sixth Extinction               | La sesta estinzione I    | 7 novembre 1999  | 9 aprile 2000   |
| 2  | The Sixth Extinction II: Amor Fati | La sesta estinzione II   | 14 novembre 1999 | 9 aprile 2000   |
| 3  | Hungry                             | Fame                     | 21 novembre 1999 | 16 aprile 2000  |
| 4  | Millennium                         | Millennium               | 28 novembre 1999 | 23 aprile 2000  |
| 5  | Rush                               | Un millesimo di secondo  | 5 dicembre 1999  | 23 aprile 2000  |
| 6  | The Goldberg Variation             | La variante Goldberg     | 12 dicembre 1999 | 30 aprile 2000  |
| 7  | Orison                             | Orison                   | 9 gennaio 2000   | 30 aprile 2000  |
| 8  | The Amazing Maleeni                | Magie                    | 16 gennaio 2000  | 7 maggio 2000   |
| 9  | Signs and Wonders                  | Segni e prodigi          | 23 gennaio 2000  | 7 maggio 2000   |
| 10 | Sein und Zeit                      | L'esistenza del tempo I  | 6 febbraio 2000  | 14 maggio 2000  |
| 11 | Closure                            | L'esistenza del tempo II | 13 febbraio 2000 | 14 maggio 2000  |
| 12 | X-Cops                             | X-Cops                   | 20 febbraio 2000 | 21 maggio 2000  |
| 13 | First Person Shooter               | High-tech                | 27 febbraio 2000 | 21 maggio 2000  |
| 14 | Theef                              | Stregoneria              | 12 marzo 2000    | 28 maggio 2000  |
| 15 | En Ami                             | Un amico                 | 19 marzo 2000    | 28 maggio 2000  |
| 16 | Chimera                            | Chimera                  | 2 aprile 2000    | 4 giugno 2000   |
| 17 | all things                         | Tutte le cose            | 9 aprile 2000    | 4 giugno 2000   |
| 18 | Brand X                            | Brand X                  | 16 aprile 2000   | 11 giugno 2000  |
| 19 | Hollywood A.D.                     | Hollywood A.D.           | 30 aprile 2000   | 18 giugno 2000  |
| 20 | Fight Club                         | Fight Club               | 7 maggio 2000    | 25 giugno 2000  |
| 21 | Je Souhaite                        | Il terzo desiderio       | 14 maggio 2000   | 9 luglio 2000   |
| 22 | Requiem                            | Requiem                  | 21 maggio 2000   | 16 luglio 2000  |

## La sesta estinzione I
- Titolo originale: The Sixth Extinction
- Diretto da: Kim Manners
- Scritto da: Chris Carter

### Trama
In Costa d'Avorio, Scully continua a indagare sui manufatti recuperati che appartengono allo scafo di una navicella aliena. Su questo vengono trovate iscrizioni in lingua Navajo che riportano passi della Bibbia, del Corano e la mappatura completa del genoma umano, confermando la teoria che la vita sulla terra è di origine extraterrestre. Intanto Mulder, internato a causa di una iperattività cerebrale che causa episodi di schizofrenia, chiede a Skinner di contattare Michael Kritschgau, l'unico che sa come curare l'agente, avendo già avuto a che fare con casi simili in passato. A ostacolarli c'è Diana Fowley, che agisce sempre per conto del Consorzio.
- Altri interpreti: Mitch Pileggi (Walter Skinner), Mimi Rogers (Diana Fowley), John Finn (Michael Kritschgau), Michael Ensign (Dott. Barnes), JoNell Kennedy (Dott.ssa Amina Ngebe), Warren Sweeney (Dott. Geoff Harriman), Conrad Roberts (Primitive African Man).
- Note: ritorna il personaggio di Michael Kritschgau, apparso per la prima volta in Getsemani. Questo episodio è il seguito di Biogenesi e continua nel successivo episodio La sesta estinzione II.

## La sesta estinzione II
- Titolo originale: The Sixth Extinction II: Amor Fati
- Diretto da: Michael W. Watkins
- Scritto da: David Duchovny e Chris Carter

### Trama
Mulder è ora capace di leggere le menti delle persone (retaggio dell'iperattività cerebrale). Il motivo del suo stato è dovuto al cancro nero iniettatogli mentre era internato a Tunguska, che è stato risvegliato a contatto coi frammenti della navicella. Mulder ora rappresenta quell'ibrido umano-alieno che era sfuggito al Consorzio dopo la morte di Cassandra Spender). L'Uomo che fuma, con l'approvazione della madre di Mulder, preleva Fox dall'ospedale psichiatrico per poter eseguire un'operazione che renda ibrido lo stesso C.G.B. Spender. Visto che l'operazione rischia di far morire Fox, Diana aiuta Dana a trovare il collega ma, per questo tradimento al Consorzio, viene fatta uccidere.
- Altri interpreti: Mitch Pileggi (Walter Skinner), William B. Davis (L'Uomo che fuma), Nicholas Lea (Alex Krycek), Mimi Rogers (Diana Fowley), John Finn (Michael Kritschgau), Jerry Hardin (Gola Profonda), Floyd 'Red Crow' Westerman (Albert Hosteen), Rebecca Toolan (Teena Mulder), Megan Leitch (Samantha Mulder), Arlene Pileggi (Assistente di Skinner), Warren Sweeney (Dott. Geoff Harriman), Brian George (Dottore del Progetto), David Brisbin (Secondo Dottore).
- Note: questo episodio è il seguito di Biogenesi e La sesta estinzione I. In questo episodio la scritta "The Truth Is Out There" (La verità è là fuori) al termine della sigla è sostituita dalla locuzione latina "Amor fati" (L'amore del fato). In questo episodio muoiono Diana Fowley, Michael Kritschgau e Albert Hosteen.

## Fame
- Titolo originale: Hungry
- Diretto da: Kim Manners
- Scritto da: Vince Gilligan

### Trama
Rob Roberts, un ragazzo che lavora per la Lucky Boy Hamburgers, è spinto da un istinto irrefrenabile che lo costringe a cibarsi del cervello delle persone. Dopo il ritrovamento di alcuni cadaveri da parte della polizia, Rob intuisce che è meglio correre ai ripari e prova in tutti i modi a mascherare il suo problema. L'intervento dei due agenti dell'FBI ostacola però il suo intento.
- Altri interpreti: Chad Donella (Robert Rob Roberts), Chasen Hampton (Donald Pankow), Mark Pellegrino (Derwood Spinks), Bill Lee Brown (Sig. Rice), Kerry Zook (Lucy), Steve Kiziak (Investigatore privato), Judith Hoag (Dott. Mindy Rinehart), Lois Foraker (Sylvia Jassy).
- Nota: l'episodio è narrato dal punto di vista del "mostro della settimana".

## Millennium
- Titolo originale: Millennium
- Diretto da: Thomas J. Wright
- Scritto da: Vince Gilligan e Frank Spotnitz

### Trama
A Tallahassee (Florida) un'organizzazione di ex agenti dell'FBI chiamata Millennium crede che con l'arrivo del terzo millennio ci sarà la fine del mondo. Gli ex agenti si suicidano e vengono poi resuscitati attraverso delle pratiche di necromanzia. Per individuare il luogo dove si nascondono gli agenti Mulder e Scully chiedono l'aiuto di Frank Black, ex membro dell'organizzazione.
- Altri interpreti: Mitch Pileggi (Walter Skinner), Lance Henriksen (Frank Black), Brittany Tiplady (Jordan Black), Holmes Osborne (Mark Johnson), Colby French (Ispettore), Octavia Spencer (Infermiera), Marilyn McIntyre (Vedova), Dick Clark (Se stesso).
- Note: l'episodio realizza un crossover con la serie televisiva Millennium, creata anch'essa da Chris Carter, e ne costituisce la conclusione a seguito della sua cancellazione, avvenuta poco prima.
- Curiosità: In questo episodio avviene il primo bacio tra Mulder e Scully.

## Un millesimo di secondo
- Titolo originale: Rush
- Diretto da: Robert Lieberman
- Scritto da: David Amann

### Trama
Lo strano omicidio di un agente di polizia, di cui viene accusato un ragazzo apparentemente ignaro, porta Mulder e Scully a Pittsfield, in Virginia, per le indagini. Scopriranno un gruppo di adolescenti che una misteriosa forza in una caverna ha dotato del potere di accelerare i propri movimenti oltre la percezione visiva.
- Altri interpreti: Nicki Aycox (Chastity Raines), Rodney Scott (Tony Reed), Scott Cooper (Max Harden), Les Lannom (Agente Foster), Tom Bower (Sceriffo Harden), David Wells (Sig. Babbitt), Ann Dowd (Sig.ra Reed), Bill Dow (Charles Burks).

## La variante Goldberg
- Titolo originale: The Goldberg Variation
- Diretto da: Thomas J. Wright
- Scritto da: Jeffrey Bell

### Trama
L'insolita fortuna di un custode di condominio, che sembra essere l'uomo più fortunato del mondo, attira l'attenzione di Mulder e Scully. L'uomo però se la dovrà vedere con una banda di mafiosi, con la sfortuna che sembra colpire coloro che sono attorno a lui e con una serie di eventi incredibilmente concatenati dalla sorte.
- Altri interpreti: Willie Garson (Henry Weems), Shia LaBeouf (Richie Lupone), Alyson Reed (Maggie Lupone), Ramy Zada (Jimmy Cutrona), Tony Longo (Dominic), Ernie Lee Banks (Maurice), Chip Fogleman (Billy), Marshall Manesh (Sig. Jank), Dom Magwili (Sig. Ng), Nicholas Worth (Sig. Haas).

## Orison
- Titolo originale: Orison
- Diretto da: Rob Bowman
- Scritto da: Chip Johannessen

### Trama
Il reverendo Orison, un cappellano di prigione dotato di poteri di persuasione, fa evadere Donnie Pfaster, il rapitore di Scully di cinque anni prima, con l'intento di ucciderlo per redimerlo dalle sue colpe. Ciò che si troverà davanti però sarà un essere di puro male, desideroso di uccidere e di ottenere la propria vendetta sull'agente Scully.
- Altri interpreti: Nick Chinlund (Donnie Pfaster), Scott Wilson (Reverendo Orison), Steve Rankin (U.S. Marshal Joseph Daddo), Irene Muzzy (Cameriera), Tara Buck (Ragazza scappata), Lisa Kushell (Donna in rosso).

## Magie
- Titolo originale: The Amazing Maleeni
- Diretto da: Thomas J. Wright
- Scritto da: Vince Gilligan, John Shiban e Frank Spotnitz

### Trama
L'incredibile Maleeni, un mago di scarso successo, muore decapitato dopo un'esibizione in un luna park; Mulder e Scully dovranno investigare sulla sua particolare dipartita. Avranno a che fare con un'ex assistente rancorosa, un mago rivale e un fratello gemello, restando coinvolti in una complessa trama che conduce alla banca cittadina.
- Altri interpreti: Ricky Jay (Herman e Albert Pinchbeck), Jonathan Levit (Billy LaBonge), Robert LaSardo (Cissy Alvarez).

## Segni e prodigi
- Titolo originale: Signs and Wonders
- Diretto da: Kim Manners
- Scritto da: Jeffrey Bell

### Trama
Un ragazzo viene trovato morto chiuso nella sua auto, morso da decine di serpenti. Mulder e Scully rivolgeranno i sospetti su una setta religiosa The Church of God with Signs and Wonders, dedita all'interpretazione letterale della Bibbia, da cui il ragazzo si era recentemente allontanato. I due agenti realizzeranno però presto come a volte non vi sia grande differenza fra un fanatico e un pacifico religioso.
- Altri interpreti: Randy Oglesby (Reverendo Samuel Mackey), Michael Childers (Reverendo Enoch O'Connor), Tracy Middendorf (Gracie), Beth Grant (Iris Finster), Eric Nenninger (Jared Chirp).

## L'esistenza del tempo I
- Titolo originale: Sein und Zeit
- Diretto da: Michael W. Watkins
- Scritto da: Chris Carter e Frank Spotnitz

### Trama
Mentre indaga sulla scomparsa di una giovane ragazza dalla sua casa, Mulder diviene ossessionato dal numero enorme di bambini scomparsi in modo simile. Scully teme che ciò sia dovuto al coinvolgimento emotivo per la scomparsa della sorella, ventisette anni prima. La situazione si aggrava quando la madre di Mulder muore di apparente suicidio.
- Altri interpreti: Mitch Pileggi (Walter Skinner), Rebecca Toolan (Teena Mulder), Megan Corletto (Amber Lynn LaPierre), Shareen Mitchell (Billie LaPierre), Mark Rolston (Bud LaPierre), Spencer Garret (Harry Bring), Kim Darby (Kethy Lee Tencate), Randall Bosley (Ed Truelove), Nick Lashaway (Fox Mulder giovane), Ashlynn Rose (Samantha Mulder giovane).
- Note: la storia continua nel successivo episodio, L'esistenza del tempo II. Il titolo tedesco dell'episodio riecheggia un celebre libro del filosofo Martin Heidegger.

## L'esistenza del tempo II
- Titolo originale: Closure
- Diretto da: Kim Manners
- Scritto da: Chris Carter e Frank Spotnitz

### Trama
Costretto ad accettare che la morte della madre è stata veramente un suicidio, Mulder è condotto da un uomo il cui figlio scomparve anni prima ad apprendere un'altra verità, cioè che sua sorella potrebbe essere tra le anime prese dagli spiriti erranti, che salvano le anime dei bambini condannati a vivere una vita infelice. Insieme si imbarcano in un viaggio che rivelerà a Mulder la verità sulla scomparsa di sua sorella Samantha: prelevata nel 1973, fu data in custodia all'Uomo che fuma che la usò come cavia all'interno di una base militare segreta (la stessa in cui il Consorzio si incontrava con gli invasori e in cui è stato annientato dai ribelli). Da qui scappò nel 1979, venne ricoverata nell'ospedale cittadino, ma quando l'Uomo che fuma tornò a riprenderla era scomparsa: gli spiriti erranti l'avevano sottratta al suo destino crudele. Dopo queste rivelazioni Fox smette di cercare sua sorella.
- Altri interpreti: Mitch Pileggi (Walter Skinner), William B. Davis (L'Uomo che fuma), Anthony Heald (Harold Pillar), Rebecca Toolan (Teena Mulder), Stanley Aderson (Lewis Schoniger), Megan Corletto (Amber Lynn LaPierre), Nicholas Stratton (Ragazzo fantasma), Mimi Paley (Samantha Mulder giovane).
- Note: questo episodio è il seguito di L'esistenza del tempo I.

## X-Cops
- Titolo originale: X-Cops
- Diretto da: Michael W. Watkins
- Scritto da: Vince Gilligan

### Trama
Nel corso delle riprese di un episodio del programma televisivo Cops, si assiste alla collaborazione tra l'Fbi e la polizia locale. Mulder sospetta che ciò che semina il panico nella notte di Los Angeles sia un mostro dalle particolari capacità. Mentre però Mulder è a suo agio con le attenzioni della televisione, Scully si mantiene piuttosto riservata.
- Altri interpreti: Judson Mills (Agente Keith Wetzel), Perla Walter (Sig.ra Guerrero), Dee Freeman (Sergente Paula Duthie), Lombardo Boyar (Agente Juan Molina), Solomon Eversole (Ricky), J. W. Smith (Steve), Curtis C. (Edy), Maria Celedonio (Chantara Gomez), Tara Karsian (Assistente medico legale), Daniel Emmett (Cameraman), John Michael Vaughn (Addetto al suono).
- Note: l'episodio è girato come fosse un episodio del programma televisivo Cops, di cui ricalca lo stile in real time e le tematiche del reality documentario sulle forze di polizia nel corso dell'azione. L'episodio ha inizio con la classica sigla di apertura di Cops, Bad Boys, eseguita dal gruppo reggae Inner Circle.

## High-tech
- Titolo originale: First Person Shooter
- Diretto da: Chris Carter
- Scritto da: William Gibson e Tom Maddox

### Trama
I Lone Gunmen convocano Mulder e Scully nella sede di una società di progettazione di videogiochi in realtà virtuale, che i Guerrieri hanno contribuito a programmare, dove un personaggio femminile del gioco sembra avere un potere molto più che virtuale.
- Altri interpreti: Tom Braidwood (Melvin Frohike), Dean Haglund (Richard Langly), Bruce Harwood (John Fitzgerald Byers), Krista Allen (Maitreya/Jade Blue Afterglow), Jamie Marsh Ivan Martinez, Constance Zimmer (Phoebe), Billy Ray Gallion (Retro), Michael Ray Bower (Lo-Fat).
- Note: l'episodio è stato scritto dai due scrittori pionieri del cyberpunk, William Gibson e Tom Maddox, già autori di Intelligenza artificiale.

## Stregoneria
- Titolo originale: Theef
- Diretto da: Kim Manners
- Scritto da: Vince Gilligan, John Shiban e Frank Spotnitz

### Trama
Un medico di successo scopre il suocero morto con la parola "Theef" scritta sul muro col sangue; poco tempo dopo anche la moglie verrà uccisa. Mulder sospetta che una maledizione sia stata scagliata sul medico e sulla sua famiglia.
- Altri interpreti: Billy Drago (Peattie), James Morrison (Dott. Robert Wieder), Kate McNeil (Nan Wieder), Cara Jedell (Lucy Wieder), Tom Dahlgren (Dott. Irving Thalbro).

## Un amico
- Titolo originale: En Ami
- Diretto da: Rob Bowman
- Scritto da: William B. Davis

### Trama
Dopo che un giovane ragazzo malato di cancro, i cui genitori non credono nelle cure mediche in quanto contro la volontà di Dio, guarisce miracolosamente, Scully è incuriosita e indaga assieme a Mulder su indicazione dall'Uomo che fuma. Quello che scopre è che la cura non è miracolosa ma scientifica. Accetterà dunque di intraprendere un lungo viaggio con l'Uomo che fuma, all'insaputa di Mulder, pur di riuscire ad ottenere quella che potrebbe essere la cura per tutte le malattie umane. Purtroppo Dana viene solo usata dall'Uomo che fuma che tiene per sé il disco con le informazioni sulla cura (per poi distruggerlo), sostituendolo con uno vuoto che le consegna.
- Altri interpreti: Mitch Pileggi (Walter Skinner), William B. Davis (L'Uomo che fuma), Michael Shamus Wiles (Uomo dai capelli neri), Louise Latham (Marjorie Butters), Bruce Harwood (John Fitzgerald Byers), Dean Haglund (Richard Langly), Tom Braidwood (Melvin Frohike).

## Chimera
- Titolo originale: Chimera
- Diretto da: Cliff Bole
- Scritto da: David Amann

### Trama
Mulder indaga su quello che sembra essere un caso di rapimento di una donna da una piccola città, ma che presto si rivela essere l'omicidio di uno spirito evocato dagli inferi, che ucciderà finché non verrà fermato. Scully, nel frattempo, segue un altro X-File legato alla sparizione di una donna.
- Altri interpreti: Mitch Pileggi (Walter Skinner), Ashley Edner (Michelle Crittendon), Charles Hoyes (Howard Crittendon), Michelle Joyner (Ellen Adderly), Gina Mastrogiacomo (Jenny Uphouse), John Mese (Sceriffo Phil Adderly), F. William Parker (Dott. Blankenship), Wendy Schaal (Martha Crittendon).

## Tutte le cose
- Titolo originale: all things
- Diretto da: Gillian Anderson
- Scritto da: Gillian Anderson

### Trama
L’episodio inizia con una riflessione di Scully, dopo aver passato la notte con Mulder.
Circa tre giorni prima Scully, decisa a non seguire Mulder in Inghilterra per un'altra indagine sui cerchi nel grano, è spinta dalle coincidenze e forse dal destino ad incontrare in ospedale un suo ex professore, uomo sposato con cui ebbe una relazione ai tempi dell'università. Riflettendo sulla vita che avrebbe potuto avere, Scully comincia a pensare che il fato sia un'entità fisica che tenta di condurla verso il suo destino e di costringerla a una scelta per il proprio futuro.
- Altri interpreti: Colleen Flynn (Colleen Azar), Nicolas Surovy (Dott. Daniel Waterston), Stacy Haiduk (Maggie Waterston), Stephen Hornyak (Dott Paul Kopeikan), Carol Banker (Carol), Victoria Faerber (prima infermiera), Elayn Taylor (seconda infermiera), Cheryl White (terza infermiera), Scott Vance (Guaritore).

## Brand X
- Titolo originale: Brand X
- Diretto da: Kim Manners
- Scritto da: Steven Maeda e Greg Walker

### Trama
Skinner cerca di proteggere un impiegato della Morley Tabacco Corporation che deve testimoniare contro di essa in tribunale ma questi, sotto la sua vigilanza, muore in circostanze misteriose. Le indagini condurranno ad una nuova linea di sigarette che nascondono un pericoloso segreto.
- Altri interpreti: Mitch Pileggi (Walter Skinner), Tobin Bell (Darryl Weaver), Dennis Boutsikaris (Dott. Peter Voss), Richard Cox (Daniel Brimley), Shannon O'Hurley (Ann Voss).

## Hollywood A.D.
- Titolo originale: Hollywood A.D.
- Diretto da: David Duchovny
- Scritto da: David Duchovny

### Trama
Un intraprendente produttore di Hollywood, amico del college di Skinner, ha l'idea di produrre un film basato sugli X-Files e accompagna Mulder e Scully nel corso di un'indagine sul tentato omicidio di un cardinale. Gli agenti però trovano che il livello di realismo delle loro rappresentazioni fittizie sia alquanto discutibile.
- Altri interpreti: Mitch Pileggi (Walter Skinner), Garry Shandling (Sé stesso), Téa Leoni (Sé stessa), Wayne Federman (Wayne Federman), Harris Yulin (Cardinale O'Fallon), Tony Amendola, (Il Vescovo che fuma), Paul Lieber (Micah Hoffman), Bill Dow (Chuck Burks), Bill Millar (Regista), Minnie Driver (Membro del pubblico), David Alan Grier (Membro del pubblico).
- Note: questo episodio, il secondo scritto e diretto da David Duchovny, è inteso come un'autoparodia, ricca di guest star, giochi autoreferenziali e allusioni a precedenti episodi.
- Curiosità: Téa Leoni era all'epoca la moglie di David Duchovny nella vita reale.

## Fight Club
- Titolo originale: Fight Club
- Diretto da: Paul Shapiro
- Scritto da: Chris Carter

### Trama
Mulder e Scully hanno a che fare con due coppie di doppelgänger, le quali ogni volta che si incontrano producono nell'ambiente circostante delle situazioni di caos incontrollato. Gli agenti, tentando di evitare di trovarsi nel mezzo, cercano di scoprire quali siano le intenzioni che li guidano.
- Altri interpreti: Kathy Griffin (Betty Templeton/Lulu Pfeiffer), Randall "Tex" Cobb (Bert Zupanic), Rob Van Dam (“Avversario di Bert”), Art Evans (Argyle Saperstein), Jack McGee (Angry Bob), Gene LeBell (Barista), Arlene Pileggi (Donna che somiglia a Scully), Steve Kiziak (Uomo che somiglia a Mulder).

## Il terzo desiderio
- Titolo originale: Je Souhaite
- Diretto da: Vince Gilligan
- Scritto da: Vince Gilligan

### Trama
Mulder e Scully indagano sugli strani eventi che coinvolgono due fratelli dalla scarsa intelligenza, un uomo indolente e suo fratello fisicamente disabile. La ricerca li condurrà fino ad un pignolo genio in grado di esaudire i classici tre desideri, ma che sembra perseguire anche dei progetti personali.
- Altri interpreti: Mitch Pileggi (Walter Skinner), Kevin Weisman (Anson Stokes), Will Sasso (Leslie Stokes), Paula Sorge (Jenn).

## Requiem
- Titolo originale: Requiem
- Diretto da: Kim Manners
- Scritto da: Chris Carter

### Trama
Mulder e Scully tornano a Bellefleur, che fu teatro della loro prima indagine, dove si stanno verificando nuove e misteriose sparizioni. Billy Miles (conosciuto 7 anni prima, ed ora poliziotto locale) è convinto che tutto sia collegato agli eventi narrati nella prima stagione. La salute precaria di Scully e la sua esperienza del rapimento portano però Mulder, preoccupato per lei, ad escluderla dalle indagini. L'Uomo che fuma intanto, prossimo alla morte, convoca Alex Krycek e Marita Covarrubias per tentare di garantire una continuazione al progetto. Questi lo tradiscono e parlano del nuovo progetto a Mulder; l'unica soluzione è trovare per tempo l'UFO schiantatosi a Bellefleur. Skinner accompagna Mulder, che viene rapito (assieme ad alcuni abitanti del paese, precedentemente addotti come cavie dal Consorzio, e assieme al Cacciatore di taglie alieno). Krycek e Marita provano ad uccidere l'Uomo che fuma buttandolo dalle scale (e, apparentemente, riuscendoci). Quando Skinner rientra per comunicare a Dana di Mulder, lei gli confessa di aspettare un bambino.
- Altri interpreti: Mitch Pileggi (Walter Skinner), William B. Davis (L'Uomo che fuma), Nicholas Lea (Alex Krycek), Laurie Holden (Marita Covarrubias), Tom Braidwood (Melvin Frohike), Dean Haglund (Richard Langly), Bruce Harwood (John Fitzgerald Byers), Zachary Ansley (Billy Miles), Leon Russom (Detective Miles), Gretchen Becker (Greta), Eddie Kaye Thomas (Gary), Judd Trichter (Richie), Darin Cooper (Ray Hoese), Sarah Koskoff (Theresa Hoese), Brian Thompson (Cacciatore di taglie alieno), Peter Macdissi (secondino).
- Note: l'episodio si svolge nello stesso luogo dell'episodio Al di là del tempo e dello spazio, il primo della serie TV. Poiché non era certo se David Duchovny avrebbe firmato il contratto per nuove stagioni, si decise di terminare la settima stagione con il rapimento dell'agente Mulder a opera di alieni. Se Duchovny si fosse rifiutato di firmare, nell'ottava stagione si sarebbe trovato il corpo senza vita di Mulder.